# Dimensie X
Dimensie X (Engels: Dimension X) is een fictieve parallelle dimensie in de eerste animatieserie van de Teenage Mutant Ninja Turtles, en TMNT Adventures stripserie. Dimensie X is de thuiswereld van Krang. Deze gebruikt een “Dimensionele poort” in de technodrome om heen en weer te reizen tussen Aarde en Dimensie X.

## Locaties in Dimensie X

### Balaraphon
Balaraphon is een buitenaardse wereld bewoond door een vredelievend volk. Ze werden aangevallen door de invasievloot van Krang en Shredder, maar gered door de tussenkomst van de TMNT. De planeet werd gezien in de afleveringen Turtle Trek en Divide and Conquer.

### Dimension X Penitentiary
De Dimension X Penitentiary is waar enkele van de zwaarste criminelen van Dimensie X worden opgesloten. Een paar gedetineerden hier zijn Skaarg, Dementor en de Dregma Brothers. De gevangenis is niet beschermd tegen dimensionele poorten, zoals te zien was in de aflevering Convicts from Dimension X.

### Eden worlds
De Eden Worlds zijn planeten die sterk lijken op de wildernis van Oost-Afrika. Meer intelligente levensvormen mogen zich niet vestigen op de planeet. Cherubae stuurde Bebop en Rocksteady naar een van deze planeten zodat ze geen kwaad meer konden aanrichten. De Eden Worlds verschenen alleen in de stripserie. De naam ervan is een referentie naar een Bijbels verhaal uit het Oude Testament over de Hof van Eden.

### Hirobyl
Hirobyl is een planeet die rond een stervende rode reus draait. De planeet verscheen alleen in de strips, waarin tevens werd vermeld dat Krang al het leven daar had uitgeroeid.

### Morbus
Morbus is een stortplaats en gevangenisplaneet. Verscheen alleen in de stripserie.

### Serot
Serot is het thuis van enkele slaven, en wordt gerund door Vorx. Hier bevindt zich ook de put van de Great Chaarg, waar slaven die zich hadden verzet ter dood worden gebracht. Verscheen in de aflevering "Shredder Triumphant".

### Stump Asteroid
Stump Asteroid is het thuis van Stump en Sling. Vanaf deze asteroïde zenden ze de Stump & Sling Intergalactic Wrestling show uit. Verscheen alleen in de stripserie.

### Niet bij naam genoemde Neutrino's thuiswereld
De thuisplaneet van de Neutrino mensen. Was doelwit van een invasie door General Traag.

### Niet bij naam genoemde rotsplaneet
In seizoen 2 van de animatieserie bevond de technodrome zich op deze niet bij naam genoemde planeet in Dimensie X.

### Niet bij naam genoemde vulkanische asteroïde
Verscheen in seizoen 4 van de animatieserie, eveneens als tijdelijke locatie van de Technodrome.

## Dimensie of sterrenstelsel?
Er is al jarenlang een discussie gaande over de vraag of Dimensie X inderdaad een parallelle dimensie is, of gewoon een ander sterrenstelsel binnen hetzelfde universum waar ook de rest van de serie zich in afspeelt. De animatieserie en de strips bieden voor beide mogelijkheden argumenten:

### Dimensie
- Er wordt altijd gesproken over “Dimensie” X, nooit over een sterrenstelsel.
- Transport tussen Aarde en Dimensie X gebeurt altijd via een 'dimensionale poort'.
- In de aflevering Splinter No More probeerde Shredder een poort naar dimensie X te openen via een oude spreuk. Krang waarschude hem daarbij voorzichtig te zijn, daarh hij met dezelfde spreuk ook per ongeluk een poort naar een nog veel ergere dimensie kon openen.
- In de aflevering "Bye Bye Fly" werd vermeld dat reizen naar dimensie X ook via een dimensional warp drive kan.
- De interplanetaire ruimte tussen de planeten in Dimensie X heeft een rode-oranje kleur en veel personages bewegen zich voort in deze ruimte zonder beschermende pakken. In de normale ruimte zou dit fataal zijn.
- Er is geluid in de ruimte van Dimensie X, iets wat onmogelijk is in de normale ruimte.

### Sterrenstelsel
- Volgens de stripserie is Dimensie X een spiraalvormig sterrenstelsel vlak bij het centrum van het universum.
- Verschillende dialogen duiden erop dat Dimensie X een sterrenstelsel is:
  - In de aflevering Hot Rodding Teenagers from Dimension X heeft Shredder het erover dat binnenkort alle wapens van “die melkweg” van hem zullen zijn.
  - Wanneer in de aflevering It Came from Beneath the Sewers iemand Shredder vraagt waar hij vandaan komt, antwoordt hij “uit Dimensie X in een ver weg gelegen sterrenstelsel”.
  - Skaarg, een crimineel uit Dimensie X, noemt de Melkweg een “inferieur sterrenstelsel”.
- In de aflevering Super Hero for a Day suggereert Krang dat de Aarde en Dimensie X gescheiden zijn van elkaar door een fysieke, maar wel overbrugbare afstand.
- In deel 12 van de stripserie (The Lost World) reizen Shredder, Krang, Bebop en Rocksteady van de Aarde naar Dimensie X met een ruimteschip, zonder gebruik te maken van een dimensionele poort.
- In diezelfde strip is bij hun aankomst in Dimensie X te zien dat het een spiraalvormig sterrenstelsel is.
- In de crossover striptitel The Teenage Mutant Ninja Turtles meet the Archies verklaart personage Cudley dat Aarde en Dimensie X door de ruimte van elkaar worden gescheiden.